# Ogham (alfabet)

Ogham alfabet

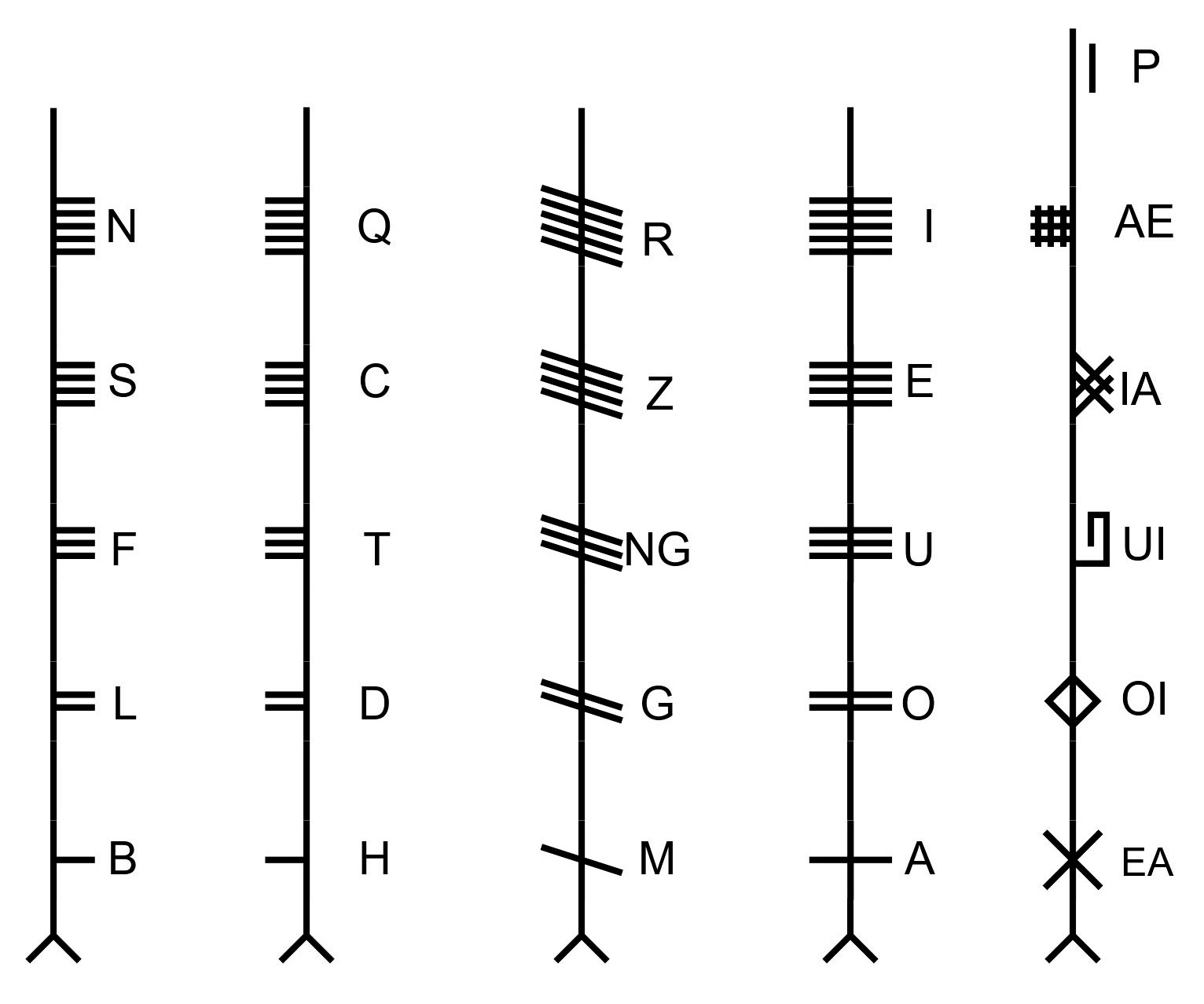
Ogham-alfabet

Ogham (Oudiers: ogam, soms ook, naar de eerste drie letters:beth luis nion of 'het boom alfabet') is een alfabet dat in de 5e en 6e eeuw gebruikt werd voor Oudierse en soms Brythonische of Pictische inscripties op stenen en komt daarnaast in enkele Oudierse manuscripten voor (hoewel deze teksten zelf in het Latijnse alfabet geschreven zijn).

## Ogham-stenen
Ogham-stenen zijn vooral te vinden in Ierland, Schotland, het zuiden van Wales, Cornwall en Devon. Men kan vaak ogham-inscripties vinden op oude grafstenen in Ierland en Wales, vaak ook met dezelfde tekst in het Latijnse alfabet ernaast. Er zijn veel inscripties gevonden op menhirs.

## Bard
Een van de belangrijkste aspecten van het onderwijs voor barden (zangers, dichters) was het leren van een geheime taal, die het voor ingewijde dichters mogelijk maakte met elkaar te converseren. Dit Ogam alfabet werd 'de geheime taal van de dichters' genoemd.

## Oorsprong
De oorsprong van ogham is onbekend: volgens een 15de-eeuws geschrift, het Ogam Tract (Duil Feda) van het Book of Ballymote, was ogham oorspronkelijk een geheime gebarentaal van de druïden, maar dit wordt tegenwoordig betwijfeld aangezien er geen andere referenties zijn gevonden.
Vaak is aangenomen dat het Ogam en Runen inscripties uit elkaar zijn ontstaan, maar het Ogam is de Keltische  en Runen de Scandinavische schrijfmethode. Wel staan beide in verband met 'geheime kennis' en onder de hoede van goden van wijsheid.
Volgens taalkundig onderzoek van de Ogam inscripties, die gevonden zijn in Ierland, Engeland en Wales, duidt 'archaisch' woordgebruik op een zeer oude taal, die nog in schrift gebruikt werd, terwijl die niet meer werd gesproken. Dr. Macalister denkt dat de taal 'Oud Goidelisch' is, de vroege taal van de Kelten. De taal zou nog door druïden zijn gesproken tijdens het mondelinge onderwijs op de scholen. Volgens Macalister zou ogam 'de taal' betekenen.     

### Ogma
Ogham zou zijn uitgevonden in de tijd van Bres zoon van Elatha, koning van Ierland. Bres, Ogma en Delbaeth waren de drie zonen van Elatha zoon van Delbaeth. Ogam, vaardig in de spraak en poëzie, bedacht het Ogham schrift. Het was bedoeld voor de geleerde, edele klasse, de druïden en niet voor het 'gewone volk'. Het alfabet zou voor het eerst, volgens de Ogam Tract, in de berk zijn geschreven.
Elders wordt Ogma Cermait (Honey-Mouthed), Grian-ainech (Sun-Faced) en Trenfer (sterke man, kampioen) genoemd als god en zoon van de Dagda. Doorgaans wordt Ogma beschreven als een god van literatuur en welsprekendheid. In Gallië heette hij Ogmios en werd hij vereerd als een god van licht, traditie en geleerdheid. Volgens de klassieke schrijver Lucianus was hij de Keltische Heracles. In een inscriptie gevonden in Richborough is Ogmios uitgebeeld met stralen licht rondom zijn hoofd en de zweep van Sol Invictus (de onoverwonnen zon) in zijn hand. Ogmios is dus de geschikte god om  de uitvinding van een alfabet aan toe te schrijven, dat in verband wordt gebracht met magie, het doorgeven van geheime kennis en het schrijven van poëzie.

## Het Ogham-alfabet
Het is een rechtlijnig schrift dat van oorsprong 20 letters heeft die georganiseerd zijn in vier groepen van vijf letters. Later is hieraan een vijfde groep van vijf letters toegevoegd.
De letters van het ogham-schrift heten naar bomen die steeds met een andere letter beginnen. Men zegt dus niet "aa, bee, see, dee" maar "ailm, beith, coll, dair". Ook de Latijnse letters droegen voorheen in het Iers deze namen, maar tegenwoordig benoemt men de letters als in het Engels, behalve de A, die wordt genoemd zoals hij wordt uitgesproken.
De Ogham-tekens zijn in Unicode vastgelegd als U+1680 t/m 169C volgens onderstaande tabel:
| hex  | Ogham | Naam    | Betekenis  | Latijn |      | hex | Ogham                 | Naam         | Betekenis | Latijn |
| 1680 |       | spatie  |            |        |      |     |                       |              |           |        |
| 1681 | ᚁ     | Beith   | Berk       | B      | 1690 | ᚐ   | Ailm                  | Iep          | A         |        |
| 1682 | ᚂ     | Luis    | Lijsterbes | L      | 1691 | ᚑ   | Onn                   | Brem         | O         |        |
| 1683 | ᚃ     | Fearn   | Els        | F      | 1692 | ᚒ   | Úr                    | Dophei       | U         |        |
| 1684 | ᚄ     | Sail    | Wilg       | S      | 1693 | ᚓ   | Edad                  | Populier     | E         |        |
| 1685 | ᚅ     | Nion    | Es         | N      | 1694 | ᚔ   | Idad                  | Taxus        | I         |        |
| 1686 | ᚆ     | Uath    | Meidoorn   | H      |      |     |                       |              |           |        |
| 1687 | ᚇ     | Dair    | Eik        | D      |      |     |                       |              |           |        |
| 1688 | ᚈ     | Tinne   | Hulst      | T      | 1695 | ᚕ   | Eabhadh               | Esp          |           |        |
| 1689 | ᚉ     | Coll    | Hazelaar   | C      | 1696 | ᚖ   | Or                    |              |           |        |
| 168A | ᚊ     | Ceirt   | Appel      | Q      | 1697 | ᚗ   | Uilleann              | Kamperfoelie |           |        |
| 168B | ᚋ     | Muin    | Wijnrank   | M      | 1698 | ᚘ   | Iphin                 | Kruisbes     |           |        |
| 168C | ᚌ     | Gort    | Klimop     | G      | 1699 | ᚙ   | Eamhancholl           |              |           |        |
| 168D | ᚍ     | nGeadal |            | NG     | 169A | ᚚ   | Peith (of Peith bhog) | Dwergvlier   |           |        |
| 168E | ᚎ     | Straif  | Sleedoorn  | Z?     | 169B | ᚛   | Veer                  |              |           |        |
| 168F | ᚏ     | Ruis    | Vlier      | R      | 169C | ᚜   | omgekeerde Veer       |              |           |        |